# Stazione di San Rocco Mantovano
La stazione di San Rocco Mantovano è una fermata ferroviaria della linea Suzzara-Ferrara a servizio di San Rocco, frazione di Quistello.
La gestione delle infrastrutture è di competenza di Ferrovie Emilia Romagna (FER).
La stazione è priva di traffico passeggeri dall'11 dicembre 2022.

## Storia
La stazione fu aperta nel 1920.

## Movimento
La stazione era servita da treni regionali svolti da Trenitalia Tper sulle relazioni Suzzara-Ferrara e Suzzara-Sermide, nell'ambito del contratto di servizio stipulato con la Regione Emilia-Romagna.
Nei giorni festivi il servizio ferroviario era sostituito da tre coppie di autocorse.
A novembre 2019, la stazione risultava frequentata da un traffico giornaliero medio di circa 20 persone (9 saliti + 11 discesi).